# Dolichowithius brasiliensis
Espèce
Synonymes
- Withius brasiliensis Beier, 1930

Dolichowithius brasiliensis est une espèce de pseudoscorpions de la famille des Withiidae.

## Distribution
Cette espèce est endémique du Rio Grande do Sul au Brésil.

## Étymologie
Son nom d'espèce, composé de brasil et du suffixe latin -ensis, « qui vit dans, qui habite », lui a été donné en référence au lieu de sa découverte, le Brésil.

## Publication originale
- Beier, 1930 : Die Pseudoskorpione des Wiener Naturhistorischen Museums. III. Annalen des Naturhistorischen Museums in Wien, vol. 44, p. 199-222.